# Василий (Гондикакис)
Архимандрит Василий Ивиритис (греч. Ἀρχιμανδρίτης Βασίλειος Ἰβηρίτης в миру — Михаил Гондикакис греч. Μιχαὴλ Γοντικάκης; род. февраль 1936, Ираклион, Крит, Греция) — священнослужитель Константинопольской православной церкви, архимандрит, богослов, духовный писатель; настоятель монастыря Ставроникита (1968—1990), а также настоятель Иверского монастыря (1990—2005) на Афоне.

## Биография
Родился в феврале 1936 года в Ираклионе, на острове Крит в Греции, где окончил среднюю школу.
Окончил Богословский факультет Афинского университета и в течение трёх лет обучался во Франции, где написал свой первый труд «Входное: Элементы литургического опыта таинства единства в Православной Церкви», изданный в 1972 году в Греции.
С 1965 году поселился на Афоне, где принял монашеский постриг. С 1968 по 1990 годы был настоятелем монастыря Ставроникита.
С 1990 по 2005 годы был настоятелем Иверского монастыря на Афоне. В качестве игумена Иверского монастыря неоднократно посещал Россию и 9 сентября 2005 года принимал в обители на Афоне президента России Владимира Путина.
С 2005 года проживает в скиту (келье) Иверского монастыря на Афоне.

## Труды
На русском
- Входное: Элементы литургического опыта таинства единства в Православной Церкви. Богородице — Сергиева Пустынь, 2007. ISBN 978-5-98268-003-7
- Монашеское ткание на веретене жизни (перевод с греческого монаха Макария (Буга)). Симферополь. Бизнес-информ. 2003